# Aqüeducte de Valent

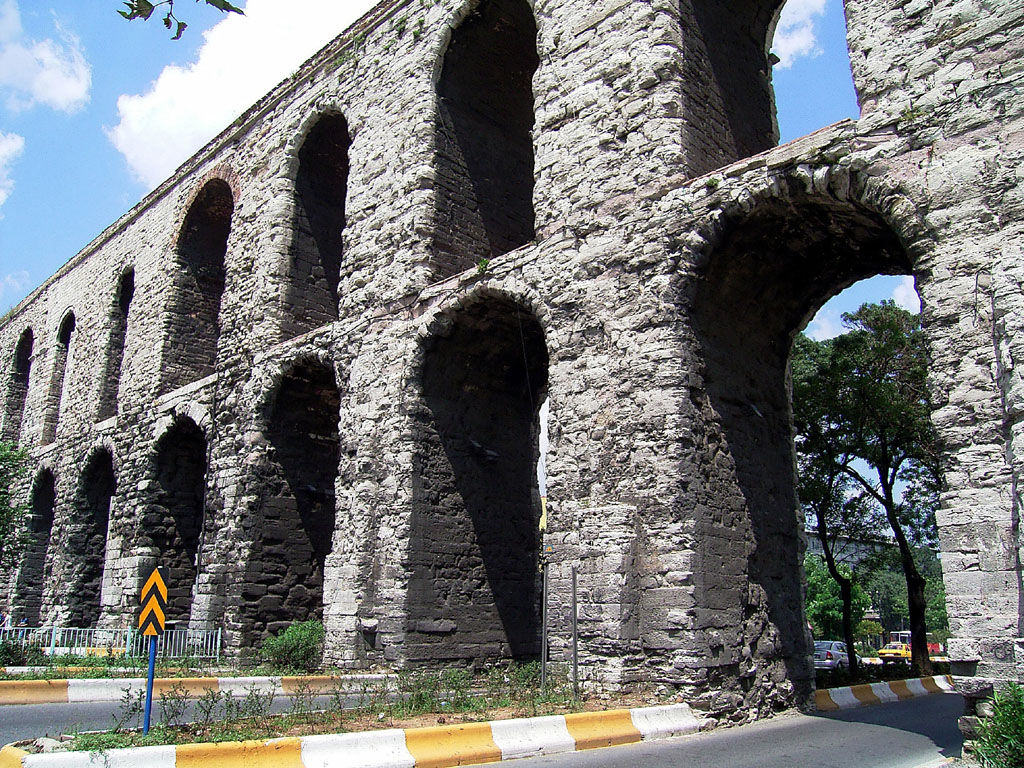
Aqüeducte de Valent

L'aqüeducte de Valent (en turc Valens Kemeri), dit igualment aqüeducte de Bozdoğan (Bozdoğan Kemeri), situat a Istanbul, va ser construït per l'emperador romà Valent l'any 375. Construït entre el tercer i el quart pujol de la part antiga, s'utilitzava per a dur l'aigua a la font monumental («nimfeu») des del bosc de Belgrad. Té 64 m d'altura des del nivell del mar i 20 m des de la seva base. Tenia 1 km de longitud però actualment només es conserven uns 600 m en el barri de Unkapanı, Fatih (districte d'Istanbul). Els materials que es van utilitzar per a la construcció de l'aqüeducte, tant les pedres grans de la part inferior com les petites de la part superior, van ser portades de les muralles de la ciutat antiga de Calcedònia (Khalkedon).